# Grand Prix Dino Ferrari 1979
GP précédent GP suivant
Le Grand Prix Dino Ferrari 1979 (Gran Premio Dino Ferrari), disputée le 16 septembre 1979 sur le circuit d'Imola en Italie, est l'unique édition de cette épreuve. Organisée en hommage à Dino Ferrari, qui donne son nom au circuit, il s'agit d'une course hors-championnat destinée à préparer la tenue du Grand Prix d'Italie à ce même endroit.

## Course
| Pos. | Pilote             | Écurie             | Tours | Temps/Abandon      |
| ---- | ------------------ | ------------------ | ----- | ------------------ |
| 1    | Niki Lauda         | Brabham-Alfa Romeo | 40    | 1 h 03 min 55 s 89 |
| 2    | Carlos Reutemann   | Lotus-Ford         | 40    | + 8 s 09           |
| 3    | Jody Scheckter     | Ferrari            | 40    | + 26 s 22          |
| 4    | Riccardo Patrese   | Arrows-Ford        | 40    | + 39 s 76          |
| 5    | Jean-Pierre Jarier | Tyrrell-Ford       | 40    | + 47 s 40          |
| 6    | Keke Rosberg       | Wolf-Ford          | 40    | + 1 min 08 s 33    |
| 7    | Gilles Villeneuve  | Ferrari            | 40    | + 1 min 14 s 38    |
| 8    | Patrick Tambay     | McLaren-Ford       | 39    | + 1 tour           |
| 9    | Vittorio Brambilla | Alfa Romeo         | 39    | + 1 tour           |
| 10   | Giacomo Agostini   | Williams-Ford      | 39    | + 1 tour           |
| 11   | Arturo Merzario    | Merzario-Ford      | 38    | + 2 tours          |
| Abd. | Gimax              | Williams-Ford      | 32    | Embrayage          |
| Abd. | Alex Ribeiro       | Fittipaldi-Ford    | 26    | Boîte de vitesses  |
| Abd. | Elio de Angelis    | Shadow-Ford        | 17    | Sortie de piste    |
| Abd. | Bruno Giacomelli   | Alfa Romeo         | 4     | Moteur             |
| Np.  | Beppe Gabbiani     | Shadow-Ford        | 0     | Moteur             |

## Pole position et record du tour
- Pole position :  Gilles Villeneuve en 1 min 32 s 91 (194,511 km/h)[2].
- Meilleur tour en course :  Gilles Villeneuve en 1 min 33 s 61 (193,056 km/h)[3].